# Johann Wilhelm Buderus II

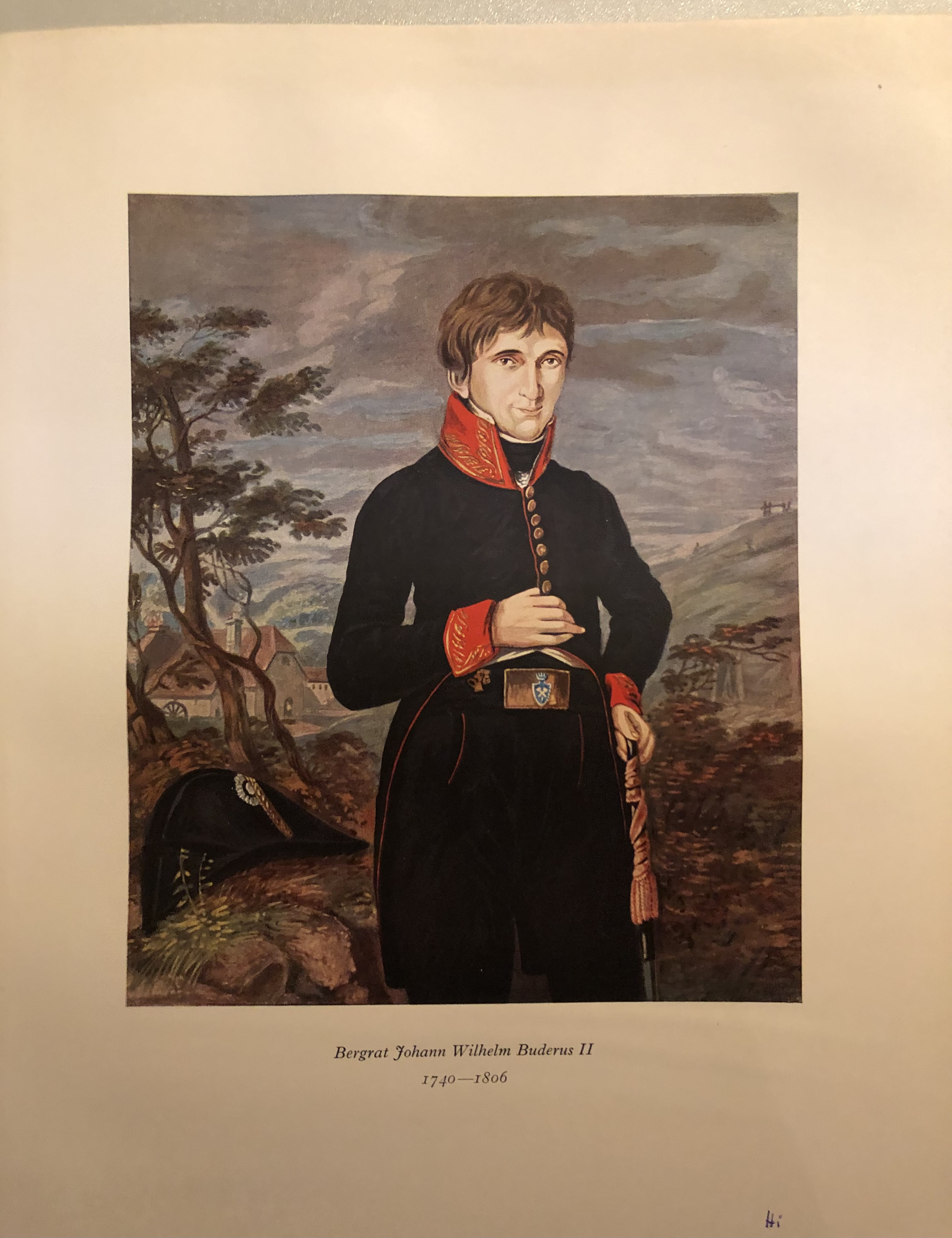
Johann Wilhelm Buderus II

Johann Wilhelm Buderus (zur Unterscheidung zu seinem gleichnamigen Vater Johann Wilhelm Buderus I meist mit II geschrieben) (* 20. Juli 1740 auf der Friedrichshütte; † 1. Mai 1806 ebenda) war ein deutscher Unternehmer (Firma Buderus).

## Familie
Buderus war der Sohn des Firmengründers Johann Wilhelm Buderus I (1690–1753) und dessen zweiter Ehefrau Elisabeth Magdalena geborene Nies (1707–1788), vormals Kammerjungfer der Gräfin zu Solms-Laubach, die als Witwe die Firma zur Zeit des Siebenjährigen Krieges weiterführte. Er war evangelischer Konfession und heiratete am 24. November 1768 in Pohl-Göns in erster Ehe Wilhelmine Trieb (* 31. August 1747 in Weilburg; † 29. November 1782 in Friedrichshütte), die Tochter des Hüttenbesitzers in Weilburg und Besitzers der Audenschmiede im Weiltal, Johann Trieb, und dessen Ehefrau Anna Philippine geborene Döring. Nach dem Tod der ersten Ehefrau heiratete er am 23. Februar 1783 auf der Friedrichshütte die Schwester der ersten Ehefrau, Christine Trieb (* 18. Dezember 1760 in Weilburg; † 27. März 1820 in Laubach).
Aus der ersten Ehe gingen folgende Kinder hervor:
- Johann Christian Wilhelm Buderus (1770–1815), Hüttenherr auf der Audenschmiede
- Anton Georg Wilhelm Christian Buderus (1774–1811), Großherzoglich-Hessischer Rittmeister, Hüttenherr auf der Audenschmiede
- Georg Friedrich Andreas Buderus (1777–1840), Montan-Unternehmer

Aus der zweiten Ehe ging die gemeinsame Tochter Elisabeth (1783–1855) hervor, die 1807 den gräflich Solms-Laubachischen Hofrat Johann August Sander heiratete.
Carl Friedrich Buderus von Carlshausen (1759–1819) war der Sohn seines Cousins.

## Werk
Er begann 1756 mit Studien an der Universität Marburg. 1762 wurde er Buchhalter und ab 1768 Leiter der Friedrichshütte. Dort legte er einen Zainhammer zur Herstellung von Eisen für Nagelschmiede an. 1776 wurde er mit dem Titel Bergrat geehrt. Er erwarb zur Versorgung der Friedrichshütte mit Eisenerzen Gruben bei Garbenheim und im Weiltal und erweiterte deren Betrieb. 1779 pachtete er den im Hessen-Darmstädtischen gelegenen Schellenhausener Hammer und erhielt das exklusive Recht des Eisenverkaufs in fünf oberhessischen Ämtern. 1798 erwarb er aufgrund seiner Heirat die Audenschmiede im Nassau-Weilburgischen. Durch diese Expansion schuf er die Grundlage für die Entwicklung der Buderusschen Eisenwerke in Wetzlar. Nach seinem Tod gründen die drei überlebenden Söhne am 2. Januar 1807 die Gesellschaft „J. W. Buderus Söhne“.